# Phelsuma comorensis
Phelsuma comorensis is een hagedis die behoort tot de gekko's. Het is een van de soorten madagaskardaggekko's uit het geslacht Phelsuma.

## Naam en indeling
De wetenschappelijke naam van de soort werd voor het eerst voorgesteld door Oskar Boettger in 1913. Oorspronkelijk werd de hagedis als een variatie van de goudstofdaggekko gezien en werd de wetenschappelijke naam Phelsuma laticauda var. comorensis gebruikt.
De soortaanduiding comorensis betekent vrij vertaald 'wonend op de Comoren'.

## Uiterlijke kenmerken
Phelsuma comorensis bereikt een kopromplengte tot 5 centimeter en een totale lichaamslengte inclusief staart tot 12 cm. De hagedis heeft een groene kleur en heeft een vage tekening zonder strepen. Het aantal schubbenrijen op het midden van het lichaam bedraagt 78 tot 85.

## Verspreiding en habitat
De soort komt voor in delen van Afrika en leeft endemisch in de Comoren. Hier is de hagedis alleen aangetroffen op het eiland Grande Comore. De habitat bestaat voornamelijk uit door de mens aangepaste streken zoals plantages en stedelijke gebieden

## Beschermingsstatus
Door de internationale natuurbeschermingsorganisatie IUCN is de beschermingsstatus 'veilig' toegewezen (Least Concern of LC).